# Кезва
Кезва — река в России, протекает в Белохолуницком районе Кировской области. Устье реки находится в 35 км по левому берегу реки Иванцовка. Длина реки составляет 10 км.
Исток реки юго-восточнее деревни Юдино (Ракаловское сельское поселение) и в 20 км к северо-востоку от города Белая Холуница. Река течёт на северо-восток, всё течение проходит по ненаселённому заболоченному лесу. Впадает в Иванцовку в урочище Неуменцы в 8 км к юго-востоку от села Иванцево.

## Данные водного реестра
По данным государственного водного реестра России относится к Камскому бассейновому округу, водохозяйственный участок реки — Вятка от истока до города Киров, без реки Чепца, речной подбассейн реки — Вятка. Речной бассейн реки — Кама.
Код объекта в государственном водном реестре — 10010300212111100031488.